# Наттестад, Сонни
Сонни Наттестад (фар. Sonni Nattestad; 5 августа 1994, Торсхавн) — фарерский футболист, защитник клуба «Б-36» и сборной Фарерских островов.

## Биография

### Клубная карьера
Дебютировал на профессиональном уровне в 2010 году, сыграв один матч за «МБ Мивоавур» во втором дивизионе Фарерских островов. В 2011-12 годах выступал за «07 Вестур» в высшей и первой лиге Фарер. Зимой 2013 года подписал контракт с датским клубом «Мидтьюлланн». В сезоне 2013/14 сыграл в чемпионате Дании 4 матча. В сезоне 2014/15 выступал в аренде в клубах первой лиги Дании «Хорсенс» и «Вайле». В 2016 году в качестве свободного агента перешёл в исландский «Хабнарфьордюр», но в первой половине сезона сыграл лишь один матч в чемпионате Исландии, выйдя на замену на 89-й минуте, а также 2 матча в кубковых турнирах. Летом он ушёл в аренду в другой исландский клуб «Филькир», где провёл 8 матчей. В 2017 году перешёл в норвежский «Молде», но выступал только за фарм-клуб в третьем дивизионе. В 2018 году играл в аренде за норвежский «Олесунн» и датский «Хорсенс». В 2019 году был игроком датского клуба первой лиги «Фредерисиа». В 2020 году вернулся на родину, где выступал за клуб «Б-36». В 2021 выступал за ирландский «Дандолк».

### Карьера в сборной
Отец Наттестада был уроженцем Гаити, усыновлённым фарерцами, а мать фарерка. За основную сборную Фарерских островов игрок дебютировал 19 ноября 2013 года, отыграв второй тайм товарищеского матча с командой Мальты и с тех пор регулярно вызывался в сборную. Он стал первым темнокожим футболистом в фарерской сборной.
| 1 | 7 октября 2016 | Латвия      | 0:2 | 1 | квалификация ЧМ-2018 |
| 2 | 25 марта 2018  | Лихтенштейн | 0:3 | 1 | товарищеский матч    |
| 3 | 28 марта 2021  | Австрия     | 1:3 | 1 | квалификация ЧМ-2022 |

## Достижения
«Хабнарфьордюр»
- Чемпион Исландии: 2016

«07 Вестур»
- Победитель первого дивизиона Фарерских островов: 2012